# Heidevolk
Heidevolk – holenderska grupa muzyczna wykonująca folk metal. Powstała w 2002 roku, początkowo funkcjonując pod nazwą Hymir. Zespół w swej twórczości nawiązuje do germańskiej mitologii oraz historii Geldrii, prowincji z której pochodzi Heidevolk.
Pierwszy singel grupy Het Gelders Volkslied ukazał się w 2004 roku nakładem zespołu. 11 marca 2005 roku ponownie nakładem zespołu ukazał się album zatytułowany De Strijdlust is Geboren. 22 marca 2007 ukazał się natomiast pierwszy minialbum Heidevolk pt. Wodan Heerst zarejestrowany w Oldenburgu w studiu nagrań Tonmeisterei, gdzie zespół współpracował z producentem muzycznym Nico van Montfortem. 31 marca 2008 roku ukazał się album Walhalla Wacht wydany nakładem wytwórni muzycznej Napalm Records.

## Muzycy
Obecny skład zespołu
- Joost Vellenknotscher (Joost Westdijk) – perkusja (od 2002)
- Rowan Roodbaert (Rowan Middelwijk) – gitara basowa (od 2006)
- Kevin Vruchtbaard (Kevin Olinga) – gitara elektryczna (od 2011)
- Jacco de Wijs – śpiew (od 2016)
- Kevin Storm – gitara elektryczna (od 2016)

Byli członkowie zespołu
- Niels Beenkerver – gitara elektryczna (2002–2005)
- Jesse Vuerbaert – śpiew (2002–2005)
- Paul Braadvraat – gitara basowa (2002–2006)
- Stefanie Speervrouw – skrzypce (2007–2009)
- Sebas Bloeddorst – gitara elektryczna (2002–2011)
- Joris Boghtdrincker – śpiew (2002–2013)
- Mark Splintervuyscht (Mark Bockting) – śpiew (2005–2015)
- Reamon Bomenbreker – gitara elektryczna (2005–2015)
- Lars Nachtbraeker (Lars Vogel) – śpiew (2013–2020[3])

## Dyskografia
Albumy
- De Strijdlust is Geboren (2005)
- Wodan Heerst (EP, 2007)
- Walhalla Wacht (2008)
- Uit Oude Grond (2010)
- Batavi (2012)
- Velua (2015)

Inne
- Het Gelders Volkslied (2004, singel)
- Black Sails Over Europe (2009, split)